# Gilles Lapointe (écrivain)
Gilles Lapointe né à Verdun en 1953, est un historien de l’art et essayiste québécois.

## Biographie
Il a été successivement professionnel de recherche (1982-1986), coordonnateur de la Faculté des arts (1986-2006) et professeur d’histoire de l’art (2006-2016) à l’Université du Québec à Montréal, où il poursuit encore aujourd’hui ses travaux à titre de professeur associé.
Outre ses ouvrages consacrés au peintre Paul-Émile Borduas, il a publié plusieurs études sur le manifeste Refus global et les membres du groupe automatiste : Marcelle Ferron, Claude Gauvreau, Pierre Gauvreau, Fernand Leduc, Jean-Paul Mousseau, Maurice Perron, Thérèse Renaud, Jean-Paul Riopelle et Françoise Sullivan. Il est aussi l’auteur de livres, articles et essais sur les artistes Edmund Alleyn, COZIC, René Derouin et Jean-Paul Jérôme.
En littérature, il porte un intérêt particulier aux œuvres d’Arthur Rimbaud et de Réjean Ducharme.
En collaboration avec André-G. Bourassa, il a préparé pour la Bibliothèque du Nouveau Monde, la volumineuse édition critique des Écrits I (1987) et Écrits II (1997) de Paul-Émile Borduas. Gilles Lapointe a aussi été commissaire en 1988, avec André-G. Bourassa, de l'exposition «Refus global et ses environs » présentée à la Bibliothèque nationale du Québec, et avec François-Marc Gagnon, de l'exposition « Saint-Hilaire et les automatistes » présentée à l'été 1997 au Musée d’art du Mont-Saint-Hilaire. Il a également été commissaire, conjointement avec Raymond Montpetit, de l'exposition intitulée «Un regard sur Percé: Paul-Émile Borduas photographe (1938)» présentée en 1998 au Musée le Chafaud de Percé, et par la suite à la Bibliothèque nationale du Québec.
Dans la revue Spirale, Bernard Chassé écrit : « Gilles Lapointe, à qui l’on doit déjà plusieurs essais sur le mouvement automatiste, de même qu’une récente édition critique des Écrits sur l’art de Claude Gauvreau (Éditions de l’Hexagone, 1996) publie un essai consacré, comme le sous-titre du livre l’indique clairement, à Paul-Émile Borduas et à ses lettres. Dans la foulée des nombreuses études portant sur le genre épistolaire, ce livre, écrit remarquablement, dans un style économe et précis, rend compte d’une façon tout à fait originale et pertinente d’un aspect jusque-là inconnu, de l’œuvre écrite du célèbre peintre automatiste. »
Frédéric Martin, dans la revue Lettres québécoises écrit : « C’est par une avenue encore très peu fréquentée que Gilles Lapointe, professeur associé au Département d’histoire de l’art de l’Université du Québec à Montréal et spécialiste du mouvement automatiste aborde ici Paul-Émile Borduas, le célébrissime instigateur du Refus global. [...] Interrogeant la correspondance de Borduas – ce qui n’avait guère était fait jusqu’à maintenant –, Gilles Lapointe va bien au-delà des simples considérations biographiques sur l’homme. Ce sont les années 40 et 50 qui revivent ici, avec leurs enjeux intellectuels, leurs débats et leurs affrontements. Aussi captivant que bien documenté, l’ouvrage démystifie l’époque et ses figures emblématiques. C’est du très bon travail. »
À la lecture des Écrits sur l’art de Claude Gauvreau, Robert Saletti déplore la présence chez le poète automatiste d’ un discours empreint de naïveté et d’ une « accointance larvée » avec le discours religieux de Lionel Groulx; puis il ajoute :
« Ces réserves étant faites, on ne saurait trop vanter la grande qualité de cette édition dirigée par Gilles Lapointe. Une introduction judicieuse, des éclaircissements biographiques sur tous les principaux acteurs, une chronologie de l’automatisme et des notes de fin de chapitre éclairantes donnent un sens à l’ensemble et concourent à faire de la lecture de ces Écrits sur l’art un plaisir. Même si les textes sont d’importance inégale, il s’agit d’un must pour tous ceux qui s’intéressent à l’histoire de l’art.»
S'intéressant aux enjeux liés à l'américanité, il a cosigné en 2001, avec l'artiste René Derouin, les ouvrages Pour une culture du territoire, et en 2007, Les Jardins du précambrien. Symposiums internationaux d’art in situ 2001-2006. En 2005, il fait paraître aux Éditions du passage, en collaboration avec l'essayiste Ginette Michaud et l'artiste Jocelyn Jean un ouvrage collectif intitulé Edmund Alleyn. Indigo sur tous les tons et en 2008, chez Fides, un essai intitulé La Comète automatiste rassemblant des études sur Paul-Émile Borduas, Claude et Pierre Gauvreau, Françoise Sullivan et Jean-Paul Riopelle. Parmi ses travaux récents, signalons la parution en 2011, au Temps volé éditeur, de la Lettre à André Breton de Claude Gauvreau, et chez le même éditeur en 2013, en collaboration avec l'essayiste Élisabeth Nardout-Lafarge et l'artiste Sylvie Readman d'un ouvrage réunissant des photographies et des textes qui évoquent l'univers montréalais du récit L'Hiver de force de Réjean Ducharme. Il a aussi préparé, en collaboration avec l'artiste René Derouin, l'édition de Graphies d'atelier. Le trait continu (Groupe Fides, 2013), ouvrage qui rassemble à travers la correspondance, les journaux intimes et les textes publiés en revues l'essentiel de la réflexion de René Derouin sur l'art et la société. Il a aussi fait paraître en 2013, en collaboration avec la cinéaste Jennifer Alleyn, les notes d'atelier de l'artiste Edmund Alleyn, réflexions extraites des nombreux carnets d'esquisses de cette figure majeure de l'art contemporain canadien. Il est l'auteur de la biographie intellectuelle d'Edmund Alleyn parue aux Presses de l'Université de Montréal en 2017. Il est  membre régulier du Centre de recherche interuniversitaire sur la littérature et la culture québécoises (CRILCQ) et membre de l'équipe de recherche en histoire de l'art du Québec (ÉRHAQ) où il dirige le Carnet de l'ÉRHAQ. Il a enseigné comme professeur régulier de 2006 à 2016 au Département d'histoire de l'art de l'Université du Québec à Montréal où il a notamment dirigé les programmes de premier cycle en histoire de l'art.

## Direction de numéros de revue
- L’automatisme en mouvement », Études françaises, « L’automatisme en mouvement », vol. 34, nos 2/3, automne/hiver 1998. [archive] Avec Ginette Michaud[4].
- Sources, données, catégories de l’histoire de l’art au Québec », Le Carnet de l’ÉRHAQ, no 1, automne 2017 [5]
- La nature morte au temps d’Ozias Leduc », Le Carnet de l’ÉRHAQ, no 2, automne 2018 [6]

## Publications
- Ducharme et Rimbaud. L'océan de la beauté, Paris, Classiques Garnier, 2022, 338 p.[7]
- Edmund Alleyn: biographie, Montréal, Les Presses de l'Université de Montréal, coll. «Art+», 2017, 445 p.[8]
- L'hiver de force à pas perdus. Le Montréal de Réjean Ducharme, Gilles Lapointe, Élisabeth Nardout-Lafarge et Sylvie Readman, Montréal, les éditions du passage, coll. « Autour de l'art », no 5, 2014, 78 p.[9]
- L'hiver de force à pas perdus, Gilles Lapointe, Élisabeth Nardout-Lafarge et Sylvie Readman, Montréal, Le Temps volé éditeur, 2013, 71 p.[10]
- La comète automatiste, Montréal, Fides, « Nouvelles études québécoises (hors série) », 2008, 208 p.[11]
- Le Musée de Noé, en collaboration avec Ginette Michaud et Jocelyn Jean, Montréal, Éditions Outremer, 1999, 81 p.
- Paul-Émile Borduas, Montréal, Lidec, « Célébrités », 1997, 64 p.[12]
- L'envol des signes. Borduas et ses lettres, Montréal, CÉTUQ/Fides, « Nouvelles études québécoises », 1996, 272 p.[13]

Éditions
- François-Marc Gagnon et l'art au Québec. Hommage et parcours, sous la direction de Gilles Lapointe et Louise Vigneault, Montréal, Les Presses de l'Université de Montréal, coll. « Art+ », 2021, 215 p.[14]
- Paul-Émile Borduas et Rachel Laforest, Aller jusqu'au bout des mots, sous la direction de François-Marc Gagnon et Gilles Lapointe, Montréal, Leméac, 2017, 161 p.[15]
- Les derniers territoires, propos de René Derouin recueillis et mis en forme par Gilles Lapointe, Val-David, Les éditions du Versant sud, 2016, 130 p.[16]
- René Derouin, Graphies d'atelier. Le trait continu, textes établis et présentés par Gilles Lapointe, Montréal, Fides, 2013, 457 p.[17]
- Edmund Alleyn, De jour, de nuit, écrits sur l'art sous la direction de Jennifer Alleyn et Gilles Lapointe, Montréal, les éditions du passage, 2013, 97 p.[18]
- Edmund Alleyn, By Day, by Night, Writings on Art, Edited by Jennifer Alleyn and Gilles Lapointe, Montreal, les editions du passage, 2013, 97 p.[19]
- Claude Gauvreau, Lettre à André Breton, édition critique sous la direction de Gilles Lapointe, Montréal, Le Temps volé, 2011, 103 p.[20]
- Œuvres à la rue : pratiques et discours émergents en art public, Annie Gérin, Yves Bergeron, Dominic Hardy et Gilles Lapointe (dir.), Montréal, Galerie de l’UQAM, 2010, 128 p.[21]
- Les Jardins du précambrien. Symposiums internationaux d’art in situ, 2001-2006, en collaboration avec René Derouin, Montréal, L’Hexagone, 2007, 304 p.[22]
- Edmund Alleyn. Indigo sur tous les tons, en collaboration avec Ginette Michaud et Jocelyn Montréal, Les éditions du passage, 2005, 280 p.[23]
- Le corps de la lettre. Correspondance autographe de Paul-Émile Borduas, choix et présentation de Gilles Lapointe, Montréal, Centre de recherche interuniversitaire sur la littérature et la culture québécoise, «nouveaux cahiers de recherche Hors série 1», 2004, 527 p.[24]
- Lettres à Paul-Émile Borduas, de Claude Gauvreau. Édition critique préparée et présentée par Gilles Lapointe, Montréal, Presses de l’Université de Montréal, « Bibliothèque du Nouveau Monde », 2002, 459 p.[25]
- Pour une culture du territoire, sous la direction de René Derouin, avec la collaboration de Gilles Lapointe, Montréal, l'Hexagone, 2001, 214 p.[26]
- Paul-Émile Borduas photographe. Un regard sur Percé, été 1938. Édition préparée et présentée par Gilles Lapointe et Raymond Montpetit, Montréal, Fides, 1998, 127 p.[27]
- Paul-Émile Borduas, Écrits II. Édition critique du journal et de la correspondance de l'artiste, en collaboration avec André G. Bourassa, Montréal, Presses de l’Université de Montréal, « Bibliothèque du Nouveau Monde », 1997, 1159 p.[28]
- Claude Gauvreau, Écrits sur l'art. Édition préparée sous la direction de Gilles Lapointe, Montréal, L'Hexagone, collection « Œuvres de Claude Gauvreau », 1996, 410 p.[29]
- Refus global et autres écrits. Édition préparée et présentée (p. 7-62) par Gilles Lapointe et André G. Bourassa, Montréal, l'Hexagone, coll. « Typo », 1990, 301 p.[30]
- Paul-Émile Borduas, Écrits I. Édition critique, en collaboration avec MM. André Bourassa et Jean Fisette, Montréal, Presses de l'Université de Montréal, « Bibliothèque du Nouveau Monde », 1988, 700 p.[31]
- Refus global et ses environs, en collaboration avec André G. Bourassa, Montréal. Coédition l'Hexagone et la Bibliothèque nationale du Québec, 1988, 184 p. [Réédition 1998][32].
- Jean-Paul Jérôme, géomètre de la couleur, Gilles Lapointe et Gilles Daigneault, Montréal, Les Presses de l’Université de Montréal, coll. « Art + », 2024, 300 p.https://search.worldcat.org/fr/title/1430345930

Toutes les publications de Gilles Lapointe sur WorldCat

## Filmographie
Françoise Sullivan. Ce pas qui vient de soi. Entretien de l’artiste avec Gilles Lapointe. Musique de Rober Racine, Production de l’Espace chorégraphique Jean-Pierre Perreault, 2021, film de 43 minutes de Xavier Curnillon.

## Honneurs
- L'envol des signes. Borduas et ses lettres, Montréal, CÉTUQ/Fides, « Nouvelles études québécoises », 1996, 272 p. Prix Victor-Barbeau (1997)
- Prix Gabrielle-Roy (1996)